# Aeroporto internazionale di Rota
L'aeroporto Internazionale di Rota (IATA: ROP, ICAO: PGRO, FAA LID: GRO), noto anche come aeroporto internazionale Benjamin Taisacan Manglona, è un aeroporto civile situato nei pressi del villaggio di Sinapalo sull'isola di Rota nelle Isole Marianne Settentrionali, di proprietà della Commonwealth Ports Authority.
Sebbene la maggior parte degli aeroporti statunitensi utilizzi lo stesso identificatore di posizione di tre lettere della FAA e della IATA, all'aeroporto internazionale di Rota è assegnato il codice GRO dalla FAA e ROP dalla IATA (che ha assegnato GRO aeroporto di Gerona in Spagna).

## Descrizione
L'aeroporto internazionale di Rota copre un'area di 324 ettari e possiede una pista di 1829 × 46 metri.
Al 31 marzo 2006, l'aeroporto ha effettuato 6550 operazioni di aeromobili, una media di 17 al giorno: 94% aerotaxi, 4% aviazione generale e 2% militare. Poiché il Commonwealth delle Isole Marianne Settentrionali (CNMI) è una giurisdizione separata dalla dogana e l'immigrazione degli Stati Uniti, l'aeroporto internazionale di Rota è un porto di ingresso designato e gestito dalla Divisione delle dogane del CNMI e dalla United States Customs and Border Protection.

## Storia
Durante la seconda guerra mondiale l'Impero giapponese costruì un'unica pista che gli Stati Uniti bombardarono rendendola fuori uso. Dopo che i Marines presero il controllo dell'isola, 300 uomini del 48th USNaval Construction Battalion ripararono l'aeroporto durante il settembre-ottobre 1945 e estesero la pista a 1524 metri di lunghezza. La pista fu utilizzata come pista di atterraggio di emergenza.
La Transportation Security Administration (TSA) ha iniziato le sue operazioni a Rota nel marzo 2006. Prima che iniziasse a operare nell'aeroporto dell'isola i passeggeri dovevano essere controllati all'arrivo a Guam o a Saipan.

## Compagnie aeree e destinazioni
| Compagnia aerea          | Destinazioni |
| ------------------------ | ------------ |
| Southern Airways Express | Saipan       |
| Star Marianas Air        | Guam, Saipan |